# 28인의 볼셰비키
28인의 볼셰비키(28 Bolsheviks, 중국어 간체자: 二十八个布尔什维克)는 1920년대 말에서 1935년까지 모스크바 중산 대학에 유학한 중국 유학생 집단을 말한다. 돌아온 유학생으로 불리기도 하는 이 집단은 1930년대 초반까지 중국 공산당 내에서 지도적인 역할을 담당하였다.

## 명단
여러 다른 명단이 있는데 대략 다음과 같은 사람들이 포함된다.
1. 중국어: 王明, 병음: Wáng Míng 왕밍[*](왕명)
2. 중국어 간체자: 孟庆树, 병음: Mèng Qìngshù 멍칭수[*][1][2](맹경수)
3. 중국어: 博古, 병음: Bó Gǔ 보구[*](박고)
4. 중국어 간체자: 张闻天, 병음: Zhāng Wéntiān 장원톈[*](장문천)
5. 중국어: 王稼祥, 병음: Wáng Jiàxiáng 왕자샹[*](왕가상)
6. 중국어 간체자: 杨尚昆, 병음: Yáng Shàngkūn 양상쿤[*](양상곤)
7. 중국어 간체자: 陈昌浩, 병음: Chén Chānghào 천창하오[*](진창호)
8. 중국어: 杜作祥, 병음: Dù Zuòxiáng 두쭤상[*][1][3](두작상)
9. 중국어 간체자: 沈泽民, 병음: Shěn Zémín 선쩌민[*](심택민)
10. 중국어 간체자: 张琴秋, 병음: Zhāng Qínqiū 장친추[*][1][4](장금추)
11. 중국어: 何克全, 병음: Hé Kèquán 허커촨[*] 또는 중국어 간체자: 凯丰, 병음: Kǎi Fēng 카이펑[*](하극전)
12. 중국어: 夏曦, 병음: Xià Xī 샤시[*](하희)
13. 중국어: 何子述, 병음: Hé Zǐshù 허쯔수[*](하자술)
14. 중국어: 盛忠亮, 병음: Shèng Zhōngliàng 성중량[*](성충량)
15. 중국어 간체자: 王宝礼, 병음: Wáng Bǎolǐ 왕바오리[*](왕보예)
16. 중국어 간체자: 王盛荣, 병음: Wáng Shèngróng 왕성룽[*](왕성영)
17. 중국어: 王云程, 병음: Wáng Yúnchéng 왕윈청[*](왕운정)
18. 중국어: 朱阿根, 병음: Zhū Āgēn 주아건[*](주아근)
19. 중국어: 朱自舜, 병음: Zhū Zìshùn 주쯔순[*][1](주자순)
20. 중국어 간체자: 孙济民, 병음: Sūn Jìmín 쑨지민[*](손제민)
21. 중국어 간체자: 宋盘民, 병음: Sòng Pánmín 쑹판민[*](송반민)
22. 중국어 간체자: 陈原道, 병음: Chén Yuándào 청위안다오[*](진원도)
23. 중국어 간체자: 李竹声, 병음: Lǐ Zhúshēng 리주성[*](이죽성)
24. 중국어: 李元杰, 병음: Lǐ Yuánjié 리위안제[*](이원걸)
25. 중국어: 汪盛荻, 병음: Wāng Shèngdí 왕성디[*]
26. 중국어: 肖特甫, 병음: Xiāo Tèfǔ 샤오터푸[*](소특보)
27. 중국어 간체자: 殷鉴, 병음: Yīn Jiàn 인젠[*]
28. 중국어 간체자: 袁家镛, 병음: Yuán Jiāyōng 위안자융[*]
29. 중국어: 徐以新, 병음: Xú Yǐxīn 쉬이신[*](서이신)

## 역사
중국 국민당의 창시자 쑨원은 1925년 소비에트 연방과의 결속정책을 펼치면서 모스크바에 자신의 이름을 딴 대학교를 세우게 되었는데 이 대학이 바로 모스크바 중산 대학이다. 수많은 젊은 중국 학생들이 이 학교에 유학했는데 졸업 후 이 유학생들은 코민테른의 지시에 충실히 따르는 이른바 "친소련파"로 중국으로 돌아와 활동하게 되었다. 이들은 모스크바 중산 대학의 교장이던 파벨 미프의 원조를 받았으며 중국 공산당 제6차 대회에서 당권을 장악했다. 1930년 이들은 당시 중국 공산당을 장악하고 있던 리리싼과 그 연합파에 반대하여 당권을 장악했다.
이후 이들은 마오쩌둥의 중화소비에트공화국으로 옮겨가 그곳에서 마오와 대립했는데 그들은 마오의 농민 소비에트 노선에 반대하였다. 결국 보구 등은 코민테른을 등에 업고 1933년말 마오를 정치국에서 실각시키고 당의 정치국을 장악했다. 이들은 철저한 비타협 노선으로 당을 이끌었고 마오는 계속되는 국민당군의 공격에 유격전술로 맞설 것을 주장했으나 이들은 독일인 오토 브라운과 함께 정규전으로 장제스에 맞섰다. 이러한 군사전술은 철저한 패배를 가져왔고 결국 장시소비에트는 서북방면으로 장정을 떠나게 되었다.
1935년 장정 도중에 쭌이에서 열린 쭌이 회의에서 마오쩌둥은 이들 28인의 볼세비키의 노선이 홍군의 파멸을 초래했다고 비판하고 이들 소련유학파를 실각시키고 다시 당권을 장악했으며 28인의 볼셰비키는 영향력을 급속히 상실했다.